# 柯提斯·梅菲爾德
柯提斯·李·梅菲爾德（英語：Curtis Lee Mayfield，或譯作寇帝·梅菲，1942年6月3日—1999年12月26日）是美國創作歌手、吉他手和唱片製作人，以及靈魂樂和政治意識背後最有影響力的非裔美國人音樂家之一。他在1950年代末和1960年代的民權運動中作為印象合唱團成員首次獲得成功和認可，隨後單飛開始了個人生涯。
生於伊利諾州芝加哥，梅菲爾德在福音音樂合唱團開始了他的音樂生涯。1956年，在搬到芝加哥北部後，14歲的梅菲爾德遇見了傑瑞·巴特勒並加入他的印象合唱團。作為一名作曲家，梅菲爾德成為首批將更多流行的社會意識主題帶入靈魂樂的音樂家之一。1965年，他為印象合唱團寫下歌曲〈People Get Ready〉，展示了他更具政治色彩的歌曲創作。這首歌獲得了諸多肯定，如在《滾石雜誌》的史上最偉大的500首歌曲中排行第24名、收錄於搖滾名人堂的塑造了搖滾的500首歌曲裡、被引入1998年格萊美名人堂，以及其他獎項。
在1970年離開印象合唱團後，梅菲爾德開始了個人生涯，發行了許多專輯，其中也包括了1972年黑人剝削電影《超級蒼蠅》的原聲帶。該原聲帶以其具有社會意識的主題而聞名，主要聚焦在城市內少數民族的犯罪、貧窮以及藥物濫用問題上。這張原聲帶在《滾石雜誌》的史上最偉大的500張專輯中排行第72名。
1990年8月13日，梅菲爾德在纽约州布魯克林夫拉特布什的溫蓋特球場（Wingate Field）進行演出時，因為照明設備掉落在他身上而造成頸部癱瘓。儘管如此，他仍持續他的錄製行程，並於1996年發行了他的最後一張專輯《New World Order》。梅菲爾德於1994年獲得葛萊美傳奇獎、1995年獲得葛萊美終身成就獎，並於1999年成為搖滾名人堂的雙重入選者（第一次是1991年以印像合唱團成員入選、第二次是1999年以個人身分入選）。他也是葛萊美名人堂的雙重入選者。他於1999年死於2型糖尿病的併發症，享年57歲。

## 電影客串
- 《超級蒼蠅》（1972年）飾演他自己。
- 《Save the Children（英语：Save the Children (film)）》（1973年）飾演他自己。
- 《Short Eyes（英语：Short Eyes (film)）》（1973年）飾演Pappy。
- 《派伯中士的寂寞芳心俱樂部樂隊（英语：Sgt. Pepper's Lonely Hearts Club Band (film)）》（1973年）飾演客人。

## 作品列表
| - 《Curtis》（1970年9月） - 《Roots》（1971年10月） - 《超級蒼蠅電影原聲帶》（1972年7月） - 《Back to the World》（1973年5月） - 《Sweet Exorcist》（1974年5月） - 《Got to Find a Way》（1974年11月） - 《There's No Place Like America Today》（1975年5月） - 《Give, Get, Take and Have》（1976年） - 《璀璨人生電影原聲帶》（1976年5月27日，與艾瑞莎·弗蘭克林合作） - 《Never Say You Can't Survive》（1977年） | - 《Do It All Night》（1978年8月） - 《Heartbeat》（1979年） - 《Something to Believe In》（1980年6月） - 《The Right Combination》（1980年9月，與琳達·克利福德合作） - 《Love Is the Place》（1982年） - 《Honesty》（1983年） - 《We Come in Peace with a Message of Love》（1985年） - 《Take It to the Streets》（1990年7月16日） - 《New World Order》（1996年9月27日） |

## 外部鏈結
- 柯提斯·梅菲爾德的官方網站 （页面存档备份，存于）
- 柯提斯·梅菲爾德在互联网电影资料库（IMDb）上的資料（英文）
- TCM电影资料库上Curtis Mayfield的资料（英文）
- 在Find a Grave上的柯提斯·梅菲爾德
- 柯提斯·梅菲爾德在Allmusic上的頁面
- 「柯提斯·梅菲爾德與印象合唱團演出歌曲〈We're a Winner〉」 在WGBH電視節目《Say Brother》
- 社會主義行動網站上的訃告
- BBC的訃告 （页面存档备份，存于）
- RBMA Radio On Demand – Across 135th Street – Volume 10 – Curtis Mayfield Tribute – Chairman Mao (RBMA, Egotrip)
- 柯提斯·梅菲爾德及其音樂對民權運動的影響 （页面存档备份，存于） 與吉米·卡特總統圖書館和博物館的Howard Dodson先生和Portia K. Maultsby博士的對話。
- 柯提斯·梅菲爾德和《超級蒼蠅》的遺產 - Wax Poetics （页面存档备份，存于）